# 동문선
《동문선 (東文選)》 은 조선 성종(成宗) 9년(1478년) 12월에 당시의 예문관대제학 서거정이 홍문관대제학 양성지(梁誠之) 등과 함께 왕명으로 삼국 시대 후기(대부분 신라) 때부터 고려 시대를 거쳐 조선 초기에 이르는 시인, 문사들의 시문 가운데 우수한 것을 모아 편찬한 시문집이다. 정(正)ㆍ속(續) 2편으로 나뉘어 있는데 서거정이 편찬한 것이 정편으로 본문은130권이고,목록은 3권이다.후반 23권(목록 2권 포함)은 속편이라 하여 중종(中宗) 13년(1518년) 찬집청당상(撰集廳堂上) 신용개(申用漑)가 정편이 성립된 성종 이후 40여년 사이에 저술된 시문들을 선발하여 모아 붙인 것이다.

## 개요
《동문선》의 체제는 제목에서도 보이듯이 중국 양나라의 소명 태자가 찬정한 《문선》을 모방하여 사(辭)ㆍ부(賦)ㆍ고시(古詩)에서 조칙ㆍ교서ㆍ제고ㆍ표전ㆍ계장ㆍ격서ㆍ묘명ㆍ송찬ㆍ주의ㆍ문ㆍ서ㆍ기ㆍ서ㆍ전ㆍ발ㆍ소ㆍ잡저ㆍ책제ㆍ축제문ㆍ애사행장ㆍ비명ㆍ묘지 등 각 문체들을 분류채집하였으며 저자로는 고구려의 을지문덕과 신라의 최치원에서 고려와 조선 초까지의 문인들의 시문을 거의 모두 망라하였다.
알려진 것과는 달리 《동문선》은 서거정이 지은 것과 《속동문선》 말고도 숙종조에 다시 편찬되었는데, 숙종 21년 청(淸)의 요청으로 동국의 시문 및 필법을 《동문선》 및 《청구풍아》에서 뽑아 보내도록 하였고, 동왕 39년에 다시 청에서 동국의 시문을 구하자 대제학을 시켜 15책 2질로 시문을 추려서 사절에게 보냈다고 기록하고 있다.

## 《동문선》의 여러 판본

### 을해자본
초간본은 권80~83에 달하는 2책 분량으로 성종 9년 12월에 간행되었다. 삼간본은 권6~7, 권52~53의 2책. 간행연대는 미상이지만 을해자 초간본보다 자형도 고르지 않고 목각활자로 찍어낸 듯한 글자도 섞여 있어 중종 말에서 명종에 이르는 사이에 간행된 것으로 여겨진다. 또한 을해자초간본의 번각본이 있는데 권106~108. 낙본 4책으로 연대는 미상이나 임진왜란 이전의 간행본으로 추정된다.
《속동문선》의 경우 을해자로 찍은 초간본과 재간본이 남아있는데 초간본의 경우 중종 13년 7월에 간행한 것이고, 재간본은 간행년대 미상이다. 초간본과는 달리 재간본은 《동문선》과 합본으로 구성되어 있는데, 중종 13년에 을해자로 먼저 《속동문선》을 찍어낸 다음 《동문선》과의 합본으로 156권 56책을 다시 찍어낸 것으로 보인다.

### 갑인자본
화산서림서목본으로 알려져 있다. 황의돈의 구장본으로 성종 13년 2월에 남원군 양성지가 서적의 인쇄 및 수장의 열두 가지 일을 아뢰는 도중에 《동문선》이 《고려사》나 《삼국사기》 및 《동국사략》에 함께 보이는 것으로 보아 그때 다른 서적들과 함께 갑인자로 간행된 것으로 보인다.

### 훈련도감자인본
광해군 7년 을묘 11월에 간행한 목활자본으로 이는 《광해군일기》의 기록과도 일치한다. 훈련도감자본의 번각본도 3책이 낙질된 채 존재하는데 이의 간행년도는 미상이다.

## 《동문선》과 미술사
《동문선》에 실린 자료는 고려시대의 명문들이 대부분이어서 《동문선》은 한국미술사 연구 측면에서 고려미술사 연구의 기본 사료로 주목받는다. 특히 고려시대의 작품으로 현존하는 것이 드물어서 문헌 사료가 연구에 있어 매우 중요한데, 문헌 사료 중에서도 《동문선》이 특히 중요하다. 64권에서 82권까지 열여덟 권이 기(記)인데, 여기에 조각, 불탑 포함 건축, 회화 등의 기록 등이 많이 수록되어 있다. 서, 소, 발, 찬, 송 등에는 회화사 사료가 많고, 명에는 공예사 사료가 풍부하다.